# Aaron Solo
Aaron Solow é um lutador profissional americano. Ele está atualmente trabalhando para a promoção americana All Elite Wrestling (AEW), onde ele faz parte da stable The Factory, usando o nome no ringue Aaron Solo.

## Carreira na luta livre profissional
Solo fez sua estréia no circuito independente na Califórnia, notadamente Big Time Wrestling. Em 16 de julho de 2015, ele lutou contra Tyler Breeze no WWE NXT. Em 2018, ele lutou contra Punishment Martinez pelo Campeonato Mundial de Televisão da ROH.
Ele estreou na AEW em 15 de julho de 2020, perdendo para o Scorpio Sky no AEW Dark. Ele foi inicialmente alinhado com The Nightmare Family, mas depois se juntou a QT Marshall e The Factory, tornando-se um vilão no processo. Ele fez sua estréia no AEW Dynamite, em parceria com Nick Comoroto e QT Marshall derrotando The Nightmare Family (Billy Gunn, Dustin Rhodes e Lee Johnson).
No AEW Double Or Nothing (2021), ele participou do Casino Battle Royal. Em 10 de agosto de 2022, ele foi derrotado por seu ex-parceiro Ricky Starks no Quake by the Lake.

## Vida pessoal
Solo foi anteriormente noiva da lutadora profissional Bayley, que ele conheceu em 2010. O noivado foi cancelado em 21 de fevereiro de 2021.